# Championnats du monde Pro de ski de vitesse 1996
Navigation
1994 Pro 1997 Pro
Les Championnats du monde Pro de ski de vitesse 1996 se sont déroulés du 1er avril au 24 avril 1996  sous l'égide de l'association France Ski de vitesse.

## Organisation
Ces championnats comportent 2 étapes. Des points sont attribués à chaque course aux 15 premiers suivant le barème :
| Place  | 1er | 2e | 3e | 4e | 5e | 6e | 7e | 8e | 9e | 10e | 11e | 12e | 13e | 14e | 15e |
| ------ | --- | -- | -- | -- | -- | -- | -- | -- | -- | --- | --- | --- | --- | --- | --- |
| Points | 25  | 20 | 15 | 12 | 11 | 10 | 9  | 8  | 7  | 6   | 5   | 4   | 3   | 2   | 1   |

Les courses sont organisés sur des pistes sans limitation de vitesse (alors que d'autre épreuves de cette époque sont limitées à 200 km/h).
Cette formule préfigure la future Coupe du monde de ski de vitesse qui sera organisée à partir de 2000, mais elle a pour appellation Championnats du monde Pro. Ce sont les uniques championnats du monde organisés en 1996.
Les 2 étapes sont françaises : Vars et Les Arcs. On compte 75 participants chez les hommes.

## Podiums

### Hommes
| Épreuves   | Or                           | Argent | Bronze           |
| ---------- | ---------------------------- | ------ | ---------------- |
| S1         | Philippe Billy Marku Tammela | -      | Jeffrey Hamilton |
| S1 Juniors | Johan Rousseau               |        |                  |

### Femmes
| Épreuves | Or               | Argent       | Bronze         |
| -------- | ---------------- | ------------ | -------------- |
| S1       | Karine Dubouchet | Carolyn Curl | Ulla Riihimäki |

## Résultats détaillés

### Hommes S1
| \| Rang \| Skieur \| Points \| \| ------------------ \| ---------------- \| ------ \| \| Médaille d'or \| Philippe Billy \| 35 \| \| Médaille d'or \| Marku Tammela \| 35 \| \| Médaille de bronze \| Jeffrey Hamilton \| 33 \| \| 4 \| Adi Dunser \| 25 \| \| 5 \| Harry Egger \| 23 \| \| 5 \| Jouni Ojala \| 23 \| \| 7 \| Jean-Paul Curien \| 18 \| \| 8 \| Mark Rupprecht \| 16 \| \| 9 \| Jyrki Jokipii \| 12 \| \| 10 \| Nicolas Bollon \| 11 \| |                  |        |
| Rang | Skieur           | Points |
| Médaille d'or | Philippe Billy   | 35     |
| Médaille d'or | Marku Tammela    | 35     |
| Médaille de bronze | Jeffrey Hamilton | 33     |
| 4 | Adi Dunser       | 25     |
| 5 | Harry Egger      | 23     |
| 5 | Jouni Ojala      | 23     |
| 7 | Jean-Paul Curien | 18     |
| 8 | Mark Rupprecht   | 16     |
| 9 | Jyrki Jokipii    | 12     |
| 10 | Nicolas Bollon   | 11     |

### Femmes S1
| \| Rang \| Skieuse \| Points \| \| ------------------ \| ---------------- \| ------ \| \| Médaille d'or \| Karine Dubouchet \| 50 \| \| Médaille d'argent \| Carolyn Curl \| 40 \| \| Médaille de bronze \| Ulla Riihimäki \| 27 \| \| 4 \| Regine Bianco \| 15 \| |                  |        |
| Rang | Skieuse          | Points |
| Médaille d'or | Karine Dubouchet | 50     |
| Médaille d'argent | Carolyn Curl     | 40     |
| Médaille de bronze | Ulla Riihimäki   | 27     |
| 4 | Regine Bianco    | 15     |

## Calendrier

### Hommes
| Date          | Lieu     | Vainqueur                       | Vitesse vainqueur | Deuxième      | Troisième     |
| 6 avril 1996  | Vars     | Jeffrey Hamilton Philippe Billy | 236,842 km/h      | -             | Marku Tammela |
| 24 avril 1996 | Les Arcs | Adi Dunser                      | 232,708 km/h      | Marku Tammela | Jouni Ojala   |

### Femmes
| Date          | Lieu     | Vainqueur        | Vitesse vainqueur | Deuxième     | Troisième      |
| 6 avril 1996  | Vars     | Karine Dubouchet | 225,140 km/h      | Carolyn Curl | Ulla Riihimäki |
| 24 avril 1996 | Les Arcs | Karine Dubouchet | 221,811 km/h      | Carolyn Curl | Regine Bianco  |

Dans l'épreuve de Vars, Karine Dubouchet bat le record du monde qu'elle détenait depuis 1995.